# Accademia militare di Whampoa

L'emblema dell'Accademia militare di Whampoa include il motto, proclamato per la prima volta da Sun Yat-sen all'apertura dell'accademia nel 1924. Esso si può tradurre come: Fraternità, Destrezza, Sincerità

L'accademia per ufficiali dell'esercito del partito nazionalista cinese (中國國民黨陸軍軍官學校T, 中国国民党陆军军官学校S, Zhōngguó Guómíndǎng Lùjūn Jūnguān XuéxiàoP), comunemente conosciuta come Accademia militare di Whampoa (黃埔軍校T, 黄埔军校S, Huángpǔ JūnxiàoP), è stata un'accademia militare nella repubblica cinese che ha prodotto molti prestigiosi comandanti che combatterono in svariati conflitti cinesi del XX secolo, in particolare la Spedizione del Nord (1926–1928), la Seconda guerra sino-giapponese e la Guerra civile cinese.
L'accademia militare fu ufficialmente aperta il 16 giugno del 1924, subordinata al Partito nazionalista, ma le prime lezioni iniziarono il 1º maggio dello stesso anno.
L'inaugurazione fu fatta sull'isola di Changzhou, al largo del porto di Huangpu, nei pressi di Canton, facendo guadagnare all'accademia il nome con la quale è conosciuta comunemente.
Durante la cerimonia inaugurale, Sun Yat-sen pronunciò un discorso che in seguito divenne l'inno nazionale della Repubblica di Cina.

## Fondazione

Subito dopo l'inaugurazione, il 16 giugno 1924, Sun Yat-sen con, da sinistra a destra: He Yingqin, Chiang Kai-shek, Wang Boling

Dopo la morte di Yuan Shikai, la Cina rimase frammentata in piccoli territori a causa dei signori della guerra, divisi in fazioni rivali. Sun Yat-sen tentò, nel 1917 e 1920, di creare un governo nella provincia di Guangdong, per poter lanciare un'offensiva verso nord, allo scopo di unificare la Cina ed applicare i suoi "tre principi del popolo". Ogni richiesta fatta da Sun all'estero, per il finanziamento e il supporto logistico, rimase inascoltata. Un rappresentante del Comintern, Henk Sneevliet (chiamato Maring), durante un colloquio con  Sun a Guangxi, gli propose di fondare un'accademia militare per l'addestramento di un esercito rivoluzionario: ciò assecondava il progetto di Sun, che accettò senza esitazione. Il Partito Comunista Cinese inviò Li Dazhao e Lin Boqu per discutere le modalità di fondazione dell'accademia. Nel 1924, al primo Congresso nazionale del Kuomintang, venne approvata la politica di alleanza tra l'Unione Sovietica e il Partito comunista cinese. Di conseguenza, venne approvata anche la decisione di fondare l'accademia.

## Organizzazione
L'Accademia di Huangpu era costituita da sei dipartimenti: politica, istruzione, addestramento, gestione, salute e approvvigionamento. L'accademia attrasse i migliori talenti rivoluzionari del tempo. Sun fu nominato direttore della scuola, anche se onorario. Il protetto di Sun, Chiang Kai-shek, fu nominato preside della scuola. Liao Zhongkai, il famoso esponente di sinistra del Kuomintang e tesoriere di Sun, fu nominato rappresentante del Kuomintang nel consiglio dell'Accademia. Zhou Enlai, Hu Hanmin e Wang Jingwei erano tra gli istruttori del dipartimento politico. He Yingqin e Ye Jianying del dipartimento militare per un breve periodo. Il rappresentante dell'Unione Sovietica Mikhail Borodin era un consigliere, in riconoscimento della generosità del suo paese nei confronti del Kuomintang, sia finanziariamente che attraverso consulenti militari come Vasilij Bljucher.

## Formazione

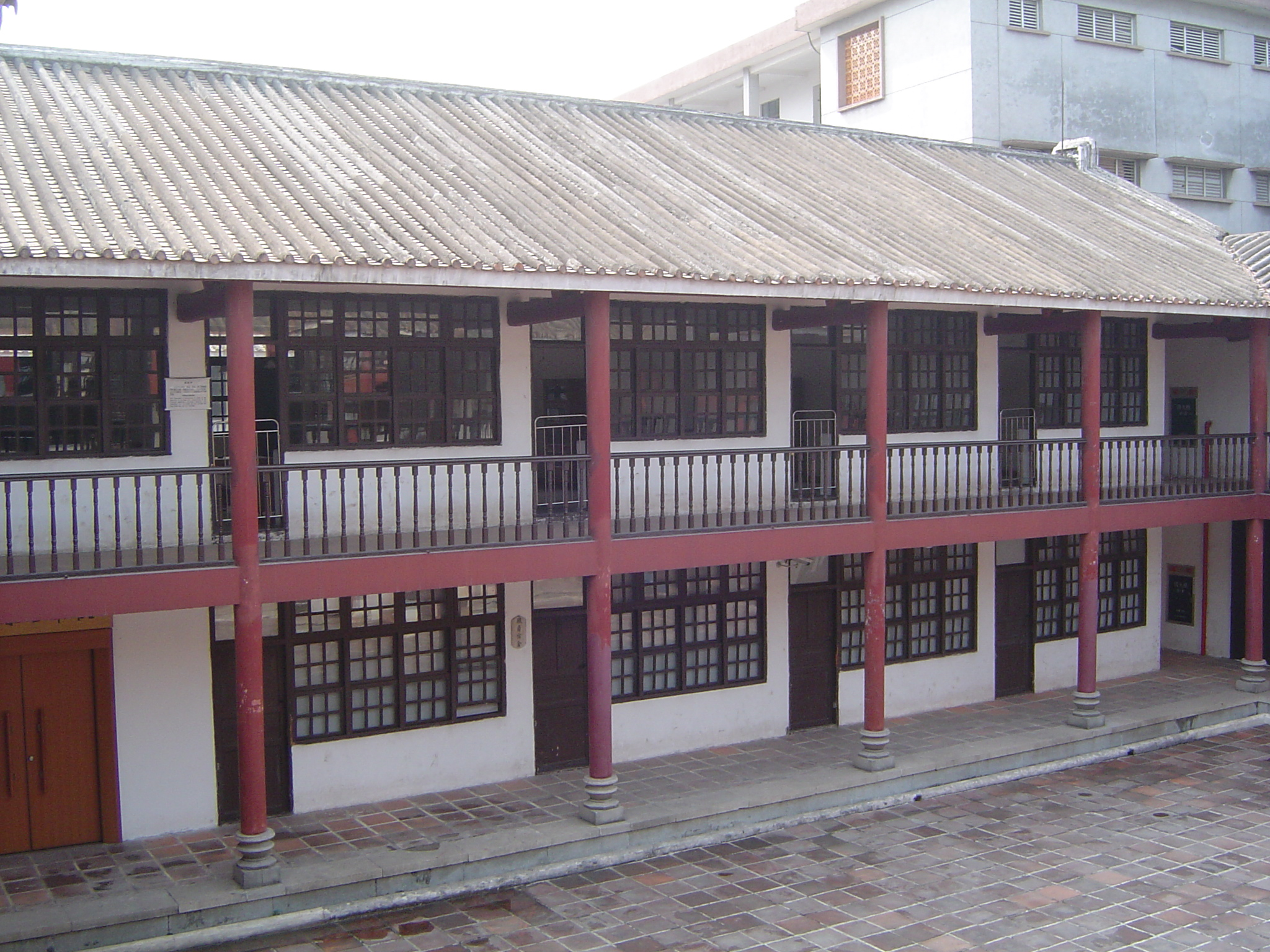
L'accademia di Huangpu oggi

Le lezioni dell'Accademia comprendevano istruzione militare teorica e pratica e politica. Gli studenti imparavano strategia, tattica, arsenale e teorie militari, il pensiero di Sun, ma anche del comunismo. Capi e attivisti rinomati del Kuomintang e del Partito Comunista Cinese tennero conferenze che lasciarono il segno. Tra essi Tan Yankai, Zhang Renjie, Mao Zedong e Liu Shaoqi.
Tra gli studenti più famosi ci sono il generale Lin Biao, Xu Xiangqian, Zuo Quan, Chen Geng e i comandanti nazionalisti Chen Cheng, Du Yuming e Hu Zongnan. Questi giovani studenti diedero dimostrazione delle loro capacità nella guerra contro i signori della guerra locali e i dissidenti di Sun, come Chen Jiongming, e durante l'unificazione della provincia del Guangdong. Ciò continuò durante la Spedizione del Nord.

## Trasferimenti
L'Accademia di Huangpu occupò il suo sito originario, nei pressi di Canton, dal 1924 al 1926, per sei semestri in cui si arruolarono oltre settemila studenti. Ma con la separazione tra Chiang Kai-shek e il Partito comunista cinese durante la spedizione del nord, l'accademia fu trasferita, dopo la sconfitta dei signori della guerra nel 1928, nella nuova capitale, Nanchino. Venne nuovamente trasferita a Chengdu durante l'invasione giapponese.
Nel 1950, dopo la vittoria del Partito comunista cinese nella Cina continentale, l'accademia fu trasferita a Fengshan nei pressi di Kaohsiung a Taiwan sotto il nome di Accademia militare cinese.
L'Accademia di Huangpu ha svolto un ruolo storico importante. La sua influenza, ben al di là delle conoscenze militari strategiche e tecniche dell'epoca, era politica e ideologica, con una diretta influenza sullo stile del governo cinese.